# Sorbonne Egyetem
A Sorbonne Egyetem (franciául Sorbonne Université) állami egyetem Párizsban, Franciaországban. 2018-ban jött létre, a Párizs-Sorbonne Egyetem és a Pierre és Marie Curie Egyetem összevonásával. Jelvényében az 1257-es évszám a régi Párizsi Egyetemre utal, amelyen belül a Sorbonne Kollégiumot (Collège de Sorbonne) 1257-ben Robert de Sorbon alapította, és amelynek a bölcsészkara az eredeti kollégium fő örököse.

## Története
A történelmi Párizsi Egyetem karainak egyes örökösei 2010-ben létrehozták a Sorbonne Egyetem csoportot. 2018-ban a következő egyetemek (a csoport tagjai) olvadtak össze, Sorbonne Egyetem néven.
- Paris-Sorbonne Egyetem (1971–2017, Université Paris-Sorbonne vagy Paris IV), korábban a Párizsi Egyetem (Université de Paris) humán tudományok karának a része.
- Pierre és Marie Curie Egyetem (1971–2017), korábban a Párizsi Egyetem tudományok, illetve orvosi karainak része.

Ugyanekkor a Sorbonne Egyetem csoport új nevet kapott:  L'association Sorbonne Université (Sorbonne Egyetem Szövetség). Ez a következő intézményeket fogja egybe:
- Compiègne-Technológiai Egyetem (1972– );
- INSEAD üzleti egyetem
- Muséum national d’Histoire naturelle;
- Centre international d’études pédagogiques (a Francia Tanulmányok Nemzetközi Központja)
- Pôle supérieur d’enseignement artistique Paris Boulogne-Billancourt;
- és még négy kutatóintézet.

Az egyetem létrehozásáról szóló rendelet 2017. április 21-én született, és január 1-jén vált hatályossá.
A francia felsőoktatási reform részeként a francia kormány által létrehívott nemzetközi testület az "Initiative d’Excellence (IDEX)" ("kiválósági kezdeményezés") győztesének hirdette a Sorbonne-t. Ennek révén az egyetem 900 millió eurós pénzügyi támogatásban részesül, időkorlát nélkül. A párizsi régióban ez az első felsőoktatási intézmény, amely ilyen pénzügyi támogatást nyert.

## Külső hivatkozások
- Az egyetem hivatalos oldala (angol nyelvű verzió) .
- A Sorbonne Egyetem projekt hivatalos oldala (franciául)[halott link].
- A Sorbonne Egyetem csoport oldala (angol nyelvű verzió)[halott link].
- Az egyetemet létrehozó rendelet.

## Fordítás
- Ez a szócikk részben vagy egészben  a   Sorbonne University című angol Wikipédia-szócikk ezen változatának fordításán alapul.  Az eredeti cikk szerkesztőit annak laptörténete sorolja fel. Ez a jelzés csupán a megfogalmazás eredetét és a szerzői jogokat jelzi, nem szolgál a cikkben szereplő információk forrásmegjelöléseként.